# Шуф (район)
Шуф (араб. قضاء الشوف‎) — один из 25 районов Ливана, входит в состав провинции Горный Ливан.
Административный центр района — город Байт-эд-Дин.

## География
Район расположен в западной части Ливана и занимает площадь 495 км². На севере граничит с районом Алей, на юге — с районами Джеззин и Сайда, на востоке — с районом Западная Бекаа, на западе омывается водами Средиземного моря.

## Муниципалитеты
Административно район разделён на 72 муниципалитета.